# Willem Bastiaensz Schepers

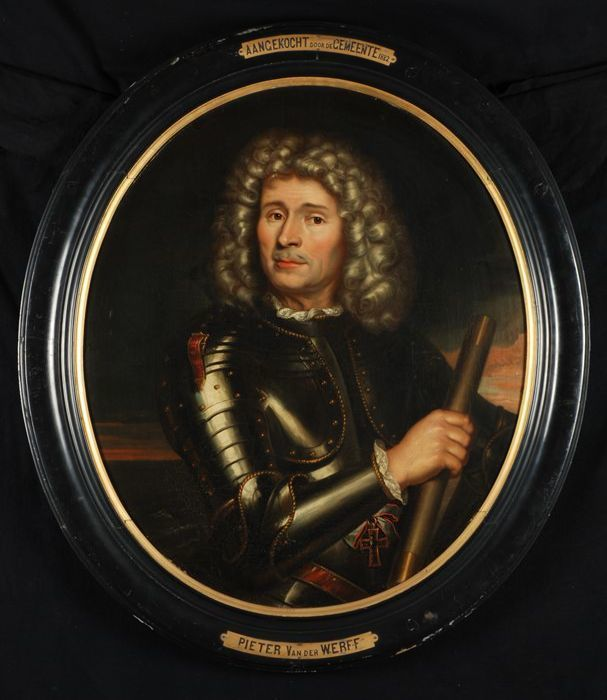
Willem Bastiaensz Schepers

Willem Bastiaensz Schepers (Haarlem, 8 oktober 1619 - Rotterdam 21 januari 1704) was een Nederlands admiraal uit de 17e eeuw.
Schepers was de zoon van een zeilmaker uit Haarlem. Op 8 oktober 1619 wordt in Haarlem een Willem gedoopt die de zoon is van Bastiaen Lucasz. Schepers en Marijtgen Gerritsen. Het is vermoed dat een verwarring tussen deze namen de oorsprong is van "Bastiaen Gerijtsz. Schepers", de naam die sommige negentiende-eeuwse bronnen als die van de vader vermelden. Het "Schepers" kan een bijnaam zijn geweest want zelf noemde hij zich Willem Bastiaens. Zijn echte carrière was niet als marineofficier maar als koopman en reder te Rotterdam. Op 28 mei 1641 duikt hij met zekerheid in de bronnen op toen hij als koopman Bartha de Jong ofwel Baertge Jans huwde, de dochter van een haringreder uit Delfshaven; ze waren op 12 mei in ondertrouw gegaan. In 1659 werd hij in Rotterdam voor het eerst penningmeester van de "Grote Visserij", de walvisvaart, een ambt dat hij meermalen zou vervullen. Bij de machtsgreep door de orangisten in het rampjaar 1672 behoorde Schepers tot de groep die op 25 augustus de controle over de vroedschap van die plaats overnam en zou tot 1698 lid van dat college blijven. Hij fungeerde er tussen 1678 en 1696 ook herhaaldelijk als burgemeester en sloeg het oproer van 1690 neer. In 1686 was hij in Rotterdam directeur van de Levantse handel, op Smyrna. Daarnaast was hij vaak een van de gedeputeerden van de dagvaart. Tussen 1690 en 1693 was hij hoogheemraad van Schieland. Verder bekleedde hij, als bij de regenten gebruikelijk, te Rotterdam nog talloze kleinere functies zoals regent van het weeshuis, fabriekmeester, boonheer (een lid van de vroedschap dat voordrachten mocht doen), oudemanhuismeester, weesmeester en tresorier (schatmeester).
Het nieuwe regime van stadhouder Willem III van Oranje verving op zo veel mogelijk sleutelposities de bestuurders door zetbazen. Bij de marine was dat een langzaam proces. Men durfde het niet aan staatsgezinde officieren zomaar te ontslaan. Oorlogshandelingen zorgden echter voor een natuurlijk verloop. Na de Slag bij Kijkduin in 1673 werd Schepers op 6 oktober in één keer, zonder tevoren enige rang bij de marine te hebben gehad, benoemd tot luitenant-admiraal van de Admiraliteit van het Noorderkwartier als opvolger van Jan Meppel. Daarbij speelde vermoedelijk een rol dat hij zich sterk gemaakt had dat de Staten van Holland en West-Friesland in 1672 het Eeuwig Edict herriepen. Hij voer ook werkelijk uit in de functie van admiraal, eerst op een campagne tot december 1674. In 1676 commandeerde hij met vice-admiraal Jan Jansse van Nes een smaldeel dat de haven van Duinkerke blokkeerde. Later dat jaar voer hij met een eskader uit om de Denen bij te staan tegen Zweden. Dat herhaalde zich in een expeditie vanaf 29 juni 1677 in welk jaar Christiaan V van Denemarken hem, ondanks zijn kritiek op moordpartijen onder de Zweedse burgerbevolking op Öland, begiftigde met een gouden ereketen. In de herfst werd hij in de adelstand verheven als Ridder in de Orde van de Dannebrog. Schepers probeerde nog voor de eer te bedanken maar de koning spelde hem het ereteken eigenhandig op. Toen Cornelis Tromp luitenant-admiraal-generaal zou worden, werd Schepers op 25 februari 1678 in diens positie als luitenant-admiraal van de veel belangrijker Admiraliteit van Amsterdam benoemd.
Echte krijgshandelingen heeft hij daarna echter nooit meer uitgevoerd. In 1683 commandeerde hij nog een eskader van negenentwintig schepen om de activiteiten van de Franse en Deense vloot te observeren. Dit zou ook Zweedse troepen uit Gotenburg naar Duitsland moeten escorteren. Deze missie was echter om politieke redenen, teneinde Frankrijk niet te provoceren, uitgesteld en toen men alsnog in de haven verscheen bleken de Zweedse eenheden al naar huis. Op de terugweg, vlak voordat men het Marsdiep binnenliep, werd het eskader op 11 november overvallen door een hevige storm die acht schepen deed zinken. De Staten-Generaal benoemden hierop een commissie waarin naast Schepers ook Cornelis Valckenier en Simon Velius zitting hadden, die de staat van 's Lands vloot moesten onderzoeken. Hun aanbevelingen legden de grondslag voor de opbouw van de vloot in de jaren negentig van de zeventiende eeuw, toen die zijn grootste omvang uit de geschiedenis bereikte.
Schepers, een van de rijkste mannen van de Republiek, had zijn commerciële activiteiten nooit beëindigd; hij was bijvoorbeeld Nederlands belangrijkste walvisjager van die tijd en exploiteerde vele koopvaarders en haringbuizen. Willem III deed een beroep op zijn organisatorische talenten bij het uitrusten van de invasievloot van 1688. Schepers wierf een vloot van driehonderd koopvaarders, die het grootste leger dat Engeland ooit zou binnenvallen met succes overzette en zo de Glorieuze Revolutie mogelijk maakte. Zelf droeg hij ook twaalf vaartuigen bij. Schepers zelf vergezelde aan boord van de Den Briel, een fregat van dertig stukken onder vlaggekapitein Joan van der Esch, samen met viceadmiraal Fredrik Willem van Bronckhorst Stirum de stadhouder. Van het plan om Schepers het tweede eskader te laten commanderen, was afgezien.
Schepers zou wegens zijn leeftijd en geringe militaire ervaring niet meedoen aan de grote zeeslagen tegen Frankrijk. Op 28 maart 1692 werd hij benoemd tot opvolger van luitenant-admiraal Aert Jansse van Nes bij de Admiraliteit van de Maze. In 1696 huurde hij nog vijftien schepen voor een blokkade van Duinkerken, om te voorkomen dat Jacobus II van Engeland uit ballingschap zou terugkeren. Willem werd op 27 mei 1650 vader van Bastiaen Willemsz Schepers, die hem in veel functies opvolgde. Andere kinderen waren Maria Willems Schepers, Johannus Willemsz Schepers, Basteijaen Wijllemsz Schepers en Jacob Izaak Wijllemsz. Scheepers. Willem, op dat moment gewoond hebbende aan de Leuvehaven, werd op 25 januari 1704 onder grote pracht en praal begraven in de kapel van de Heren van Kralingen in de Sint-Laurenskerk te Rotterdam. De kapel, die door de admiraal in 1695 speciaal voor dat doel was aangekocht, zou bij het bombardement van 1940 verwoest worden.